# Tacx Pro Classic
De Tacx Pro Classic was een eendaagse wielerwedstrijd in de Nederlandse provincie Zeeland. De wedstrijd maakte deel uit van de UCI Europe Tour (klasse 1.1) en werd verreden in de maand oktober.

## Historie
De koers was in 2008 ontstaan uit een fusie van de (Delta) Ronde van Midden-Zeeland (sinds 1959) met het OZ Wielerweekend. Men wilde een hoger aangeschreven wedstrijd creëren die topploegen naar Zeeland zou halen. In 2008 bestond de wedstrijd uit een tijdrit op vrijdagavond in Oost-Zeeuws-Vlaanderen, gevolgd door de Delta Profronde als etappe op zaterdag, en een afsluitende etappe op zondag in West-Zeeuws-Vlaanderen.
Tot 2011 werd de koers verreden onder de naam Delta Tour Zeeland en was het een meerdaagse wielerkoers die drie dagen duurde. Eind 2011 werd bekend dat Zeeland Seaports de nieuwe hoofdsponsor werd. De wedstrijd veranderde van een driedaagse terug in een eendagswedstrijd en zou tot en met 2015 de Ronde van Zeeland Seaports heten. In 2016 werd geen ronde verreden, omdat de organisatie geen nieuwe hoofdsponsor kon vinden.
In 2017 werd de ronde nieuw leven ingeblazen dankzij de nieuwe naamsponsor het bedrijf Tacx. Het bedrijf dat sponsor was van 7 WorldTour-ploegen, had de ambitie om de koers uit te laten groeien tot tweede grote wielerklassieker van Nederland, naast de Amstel Gold Race. Het parcours kwam grotendeels overeen met de klassieke Ronde van Midden-Zeeland en ook in de geschiedschrijving werd nadrukkelijk gewezen op deze Zeeuwse klassieker.
De Coronapandemie gooide roet in het eten. De koers werd in 2020 en 2021 afgelast. Dankzij de economische malaise traden de ervaren voorzitter en secretaris van het uit vrijwilligers bestaande bestuur af. Om de koers te redden werd toenadering gezocht tot Libéma Profcycling, de professionele organisator van de ZLM Tour. Er is echter geen nieuwe ronde meer georganiseerd. De ZLM Tour 'adopteerde' wel de route door er in 2021 en 2023 een etappe van te maken.

## Erelijst
| Jaar | Winnaar                     | Tweede              | Derde               |
| ---- | --------------------------- | ------------------- | ------------------- |
| 2008 | Chris Sutton                | Robert Wagner       | Jeremy Hunt         |
| 2009 | Tyler Farrar                | Alessandro Petacchi | Robert Wagner       |
| 2010 | Tyler Farrar                | Jos van Emden       | Graeme Brown        |
| 2011 | Marcel Kittel               | Theo Bos            | Jos van Emden       |
| 2012 | Reinardt Janse Van Rensburg | Lars Boom           | Gijs Van Hoecke     |
| 2013 | André Greipel               | Ramon Sinkeldam     | Kenny van Hummel    |
| 2014 | Theo Bos                    | Ramon Sinkeldam     | Michael van Staeyen |
| 2015 | Iljo Keisse                 | Niki Terpstra       | Lukasz Wisniowski   |
| 2016 | Niet verreden               | Niet verreden       | Niet verreden       |
| 2017 | Timo Roosen                 | Taco van der Hoorn  | Dylan Groenewegen   |
| 2018 | Peter Schulting             | Dries De Bondt      | Jérôme Baugnies     |
| 2019 | Dylan Groenewegen           | Elia Viviani        | Arvid de Kleijn     |
| 2020 | Niet verreden               | Niet verreden       | Niet verreden       |
| 2021 | Niet verreden               | Niet verreden       | Niet verreden       |

### Overwinningen per land
| Overwinningen | Land                           |
| ------------- | ------------------------------ |
| 4             | Nederland                      |
| 2             | Duitsland, Verenigde Staten    |
| 1             | Australië, België, Zuid-Afrika |